# Lackó, a malackó
A Lackó, a malackó vagy Malackó (eredeti cím: Preston Pig) 2000-ben indult brit televíziós rajzfilmsorozat, amelyet Dave Unwin rendezett. A forgatókönyvet Annika Bluhm és Colin McNaughton írták. Az animációs játékfilmsorozat alkotója Colin McNaughton. A zenéjét Keith Hopwood szerezte. A tévéfilmsorozat producere Ian McCue. Műfaja szituációs komédiasorozat. Az Egyesült Királyságban a CITV vetítette, Magyarországon az RTL Klub, a Minimax és az M2 sugározta.

## Ismertető
A főhős, Malackó, aki egy vidám malaclurkó. Kismalac jellemében átlagos. Szereti a focit, és a gördeszkázást. Malackó ellensége, az Ordas Farkas, aki küldetésének veszi, hogy megegye Malackót. Szerencsére a malaclurkó, olyan okos, hogy leküzd minden akadályt, és szerencsésen az Ordas karmai közül is sikeresen elmenekül. Az ordas folyton pórul jár, akkor is, ha az okos malaclurkó rosszat tesz.

## Szereplők
| Szereplő           | Eredeti hang   | Magyar hang    | Leírás |
| ------------------ | -------------- | -------------- | --- |
| Malackó (Preston)  | Nicky Croydon  | Kerekes József | Jó húsba levő fiúmalacgyerek, nagyon okos, az ordas eszén mindig túl jár.                                                                              |
| Tökmag (Pumpkin)   | Susan Sheridan | Erdős Borcsa   | Nagyon pici lánymalacgyerek, Malackó barátnője és osztálytársa.                                                                                        |
| Ordas (Mr. Wolf)   | Hugh Laurie    | Csuja Imre     | Buta ordasfarkas, akinek minden vágya, hogy megegye Malackót, de küldetésének vallott tevékenységeivel, örökké pórul jár.                              |
| Gömböc             | Neil McCaul    | Háda János     | Nagy, undok malac, Malackó fő riválisa. |
| Malackó apja       | Adam Godley    | Hajdu Steve    | Malackó jóravaló édesapja, a legtöbbször ő látja át Ordas galád trükkjeit, amelyeket Malackó ellen sző, és mindig sikerül elbánnia a gonosz farkassal. |
| Malackó anyja      | Ada Posta      | Kocsis Mariann | Malackó édesanyja, szeret főzni és gondoskodni a csemetéjéről.                                                                                         |
| Malackó nagymamája | Susan Sheridan | Kassai Ilona   | Malackó kissé szigorú, de vajszívű nagymamája, apai ágon.                                                                                              |

## Epizódok
1. Malackó, a gólkirály (Goal)
2. A gördeszka verseny (Whee)
3. Malackó, a gyerekcsősz (Pool)
4. A kismalac és a farkas (Oops!)
5. A vetélkedő (Quiz Show)
6. A fejesugrás hátrányai (Splash)
7. A csodálatos lopótök (Marrows)
8. Tökmag hercegnő (The Princess and the Pig)
9. A kiscserkészek (Snout Scouts)
10. A maszkabál (Fancy That)
11. Malackó, a bajnok (Ham of the Match)
12. Szent szalonna (Forsakin' Bacon)
13. A jó, a rossz és a malac (The good, the bad, and the Porky)
14. Az álarcos rém (Boo)
15. A titokzatos csomag (The Package)
16. Ordas új szerepben (Parp!)
17. Ordas gólja (Mr. Wolf's Own Goal)
18. Ordas tanítónéni (Mr. Wolf Learns a Lesson)
19. A robotmalac (Robopig)
20. Ordas nagyapó (Grandpa Wolf)
21. Klub alapítás (Dig, Dig, Dig)
22. Malackó kedvence (Preston's Pet)
23. A vasárnapi munka (Saturday Job)
24. A menekülő Ordas (Wolf on the Run)
25. Farkasok klubja (Wolf Club)
26. Malac-maraton (Pigsvillathon)